# Rees's Cyclopædia

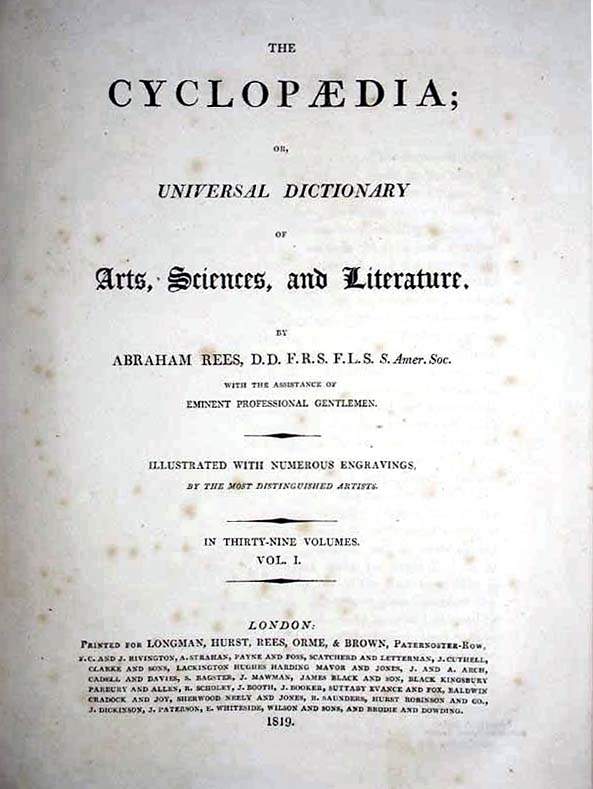
Título de la edición de 1819

La Rees's Cyclopædia, de título completo The Cyclopædia; or, Universal Dictionary of Arts, Sciences, and Literature, fue una importante enciclopedia británica del siglo XIX editada por el reverendo Abraham Rees (1743-1825), ministro presbiteriano y erudito que había editado ediciones anteriores de la Chambers's Cyclopædia.
Apareció, por partes, entre enero de 1802 y agosto de 1820, y comprende 39 volúmenes de texto, 5 volúmenes de grabados y láminas y un atlas. Contiene alrededor de 39 millones de palabras, y más de 500 de los artículos son monográficos. Una edición americana, con 42 volúmenes de texto y 6 de láminas fue publicado por Samuel Bradford de Filadelfia entre 1806 y 1822, con material adicional americano.
Fue escrita por cerca de 100 colaboradores, la mayoría de los cuales eran inconformistas. Eran especialistas en sus campos, que abarcan las artes y las humanidades, la agricultura, la ciencia, la tecnología y la medicina. Sus placas de grabado son especialmente finas, siendo el trabajo de artistas como John Farey, Jr., y el grabador Wilson Lowry.
En el momento de su publicación la Rees Cyclopædia se pensaba que era subversiva, y los editores tuvieron que subrayar su patriotismo por ser ingleses.
La Cyclopædia Rees es importante  hoy día por la información que contiene, en particular, acerca de la ciencia y la tecnología de la época.